# خمسة اتجاهات في العالم
خمسة اتجاهات في العالم (بالروسية: Пять сторон света) هي مدرسة للفنون القتالية في داغستان، روسيا. وهي تقدم التعليم الرسمي بالإضافة إلى التدريب في الفنون القتالية.